# Karina Flores Arriola
Zoila Karina Flores Arriola (Guatemala, Guatemala, 19 de julio de 1973) es una periodista profesional, política, activista y defensora de derechos humanos, cívicos y políticos de las mujeres en Guatemala y Latinoamérica, guatemalteca de nacimiento, integrante de la Women´s Democracy Network (WDN) por sus siglas en inglés), iniciativa del Instituto Republicano Internacional (IRI). Co-fundadora de la iniciativa hemisférica "Somos Lideresas" con el respaldo de la Secretaría de Cumbres de la Américas de la Organización de los Estados Americanos.

## Reseña biográfica
Zoila Karina Flores Arriola, guatemalteca, nació en la Ciudad de Guatemala el 19 de julio del año 1973, hija de Víctor Hugo Flores Morales y Emma del Carmen Arriola Ortigoza, periodista profesional egresada de la Universidad de San Carlos de Guatemala en el año 2015,  política, activista y defensora de derechos humanos, cívicos y políticos de las mujeres en Guatemala y Latinoamérica, fundadora e integrante de la Women´s Democracy Network capítulo Guatemala desde el año 2006, (WDN por sus siglas en inglés), iniciativa del Instituto Republicano Internacional (IRI).
Sus 3 primeros años los vivió en la colonia Ciudad Real de zona 12 de la Ciudad de Guatemala, tras el terremoto del año 1976 y la migración de su padre hacia Estados Unidos su madre y hermanos se radican en Tiquisate, Escuintla en donde reside por un período aproximado de 25 años. Estudió la educación primaria en la Escuela Oficial para niñas Jacinto C. Javier en Tiquisate, Escuintla y los estudios de diversificado o básico los concluyó en el Instituto Mixto “Leonidas Mencos Ávila LA PREVO también en Tiquisate, Escuintla.  Estudió Mercadotécnia y Publicidad en el Centro de Estudios Mercadológicos y publicitarios (CEMP) en la Ciudad de Guatemala, en donde obtiene el título de Secretaria ejecutiva bilingüe con especialización en Mercadotécnia y Publicidad. La educación superior la realizó en la Escuela de Ciencias de la Comunicación (ECC) de la Universidad de San Carlos de Guatemala (USAC) en donde obtiene el título universitario de “Periodista Profesional” (2015). Es egresada del Programa “Gerencia Política” de la Escuela de Postgrado de Gestión Política, de la Universidad George Washington (2016)
Integrante del Consejo Directivo de Women´s Democracy Network Latin America, período 2021-2023.
Integrante del Consejo Consultivo de la Cátedra UNESCO Género, Liderazgo y Equidad, con sede en el Centro Universitario de Ciencias Económico Administrativas (CUCEA) de la Universidad de Guadalajara-México.
Integrante del Núcleo de Liderazgo y fundadora de la iniciativa hemisférica “Somos Lideresas”  integrada con apoyo de la Secretaría de Cumbres de la Organización de los Estados Americanos, en la pasada  IX Cumbre de las Américas realizada en la ciudad de Los Angeles, California (2022)
Diputada Suplente Parlamento Centroamericano (PARLACEN) por el Estado de Guatemala, período 2016-2020.
Contribuyó en la integración y fundación del partido político “Encuentro por Guatemala” en donde fue parte del Comité Ejecutivo Nacional (CEN) como Secretaria de Comunicación y Secretaria de la Mujer, además de ser Secretaria departamental de Escuintla del mismo partido desde su fundación.
Fue candidata a diputada del partido Encuentro por Guatemala por el departamento de Escuintla en las elecciones generales de 2007, candidata a Alcaldesa de Tiquisate, Escuintla en 2011, candidata a diputada suplente al Parlamento Centroamericano (PARLACEN) en 2015, y candidata a diputada por el departamento de Escuintla en elecciones generales de 2019.
Integrante de la Comisión Coordinadora del Foro Nacional de la Mujer (FNM), representante del departamento de Escuintla ante el FNM, instancia que busca incidir en cumplimiento de los compromisos relativos a las mujeres que están contenidos en los Acuerdos de Paz, Convenciones y Tratados Internacionales, a través del fortalecimiento Organizativo e institucional para el ejercicio pleno de la ciudadanía de las mujeres. 
Directora y fundadora de Women´s Democracy Network capítulo Guatemala (WDN) desde donde ha liderado la ejecución de programas dirigidos a mujeres políticas y de organizaciones de sociedad civil en temas como: gobernabilidad, transparencia, auditoría social, participación política,  liderazgo, gobierno abierto. 
Ha participado en diversidad de espacios nacionales e internacionales en la promoción de los derechos humanos de las guatemaltecas y sus derechos cívicos, políticos y ha promovido participación de mujeres en procesos de rendición de cuentas y transparencia local, fue facilitadora registrada y formada por el Instituto Nacional de Administración Pública (INAP) de Guatemala en temas de Gobierno Abierto (2016)
Es consultora independiente en temas de formación política, participación ciudadana, transparencia y derechos humanos, participó como Consultora en el proceso de formación y capacitación "Escuelas de liderazgo y gestión para el desarrollo de las mujeres" (ELIGEM), dirigido por la Oficina de ONU Mujeres Guatemala y la Asociación Nacional de Municipalidades (ANAM), a más de 100 Direcciones Municipales de la Mujer (DMM) en todo el país.
Figura dentro de los líderes políticos víctimas de persecución y espionaje telefónico en el Caso "Denuncia 2 Espionaje y escuchas telefónicas ilegales en la compañía TIGO, Acisclo Valladares TIGO” del que hace referencia la Fiscalía Especial contra la Impunidad (FECI) y la Comisión Internacional Contra la Impunidad en Guatemala ( CICIG) en el año 2019, caso declarado bajo reserva por el Ministerio Público de Guatemala (MP) y en el que se conoce que Karina Flores Arriola se presentó a la Procuradoría de Derechos Humanos en donde solicitó medidas de seguridad y acompañamiento de instituciones como Ministerio de Gobernación, Policía Nacional Civil y Ministerio Público.

## Distinciones
- En el año 2020 fue galardonada con la Medalla “Oficina Nacional de la Mujer”[8] Mujer de las Américas (área departamental), por su trabajo en favor de los derechos cívicos y políticos de las mujeres en el área departamental de Guatemala, otorgado por la Oficina Nacional de la Mujer (ONAM) del Ministerio de Trabajo y Previsión Social (MINTRAB).
- En el año 2015 fue reconocida como “Promotora de la Paz” por el Consorcio para las Elecciones y el Fortalecimiento del Proceso Político (CEPPS) para la Democracia.